# Apeadero de Bom Sucesso
El Apeadero de Bom Sucesso fue una plataforma ferroviaria de la Línea de Cascaes, que servía a la zona de Bom Sucesso, en la ciudad de Lisboa, en Portugal.

## Historia
Este apeadero se encontraba en el tramo entre Pedrouços y Alcântara-Mar de la Línea de Cascaes, que fue inaugurado el 6 de diciembre de 1890.
En octubre de 1913, poseía la categoría de apeadero, y era servido por los convoyes tramway de la Línea de Cascaes.